# 하타다촌
하타다촌(일본어: 畑田村)은 일본 가가와현 아야우타군에 있던 촌이다.

## 역사
- 1890년 2월 15일 - 정촌제 시행에 수반해 아야군 하타다촌이 성립하였다.
- 1899년 4월 1일 - 아야군, 우타리군이 합병해 아야우타군이 되었다.
- 1921년 11월 1일 - 센비키촌과 합병해 쇼와촌이 되어 소멸하였다.

## 참고 문헌
- 角川日本地名大辞典編纂委員会, 『角川日本地名大辞典 43 香川県』, 1985, 角川書店